# Národní park Hortobágy

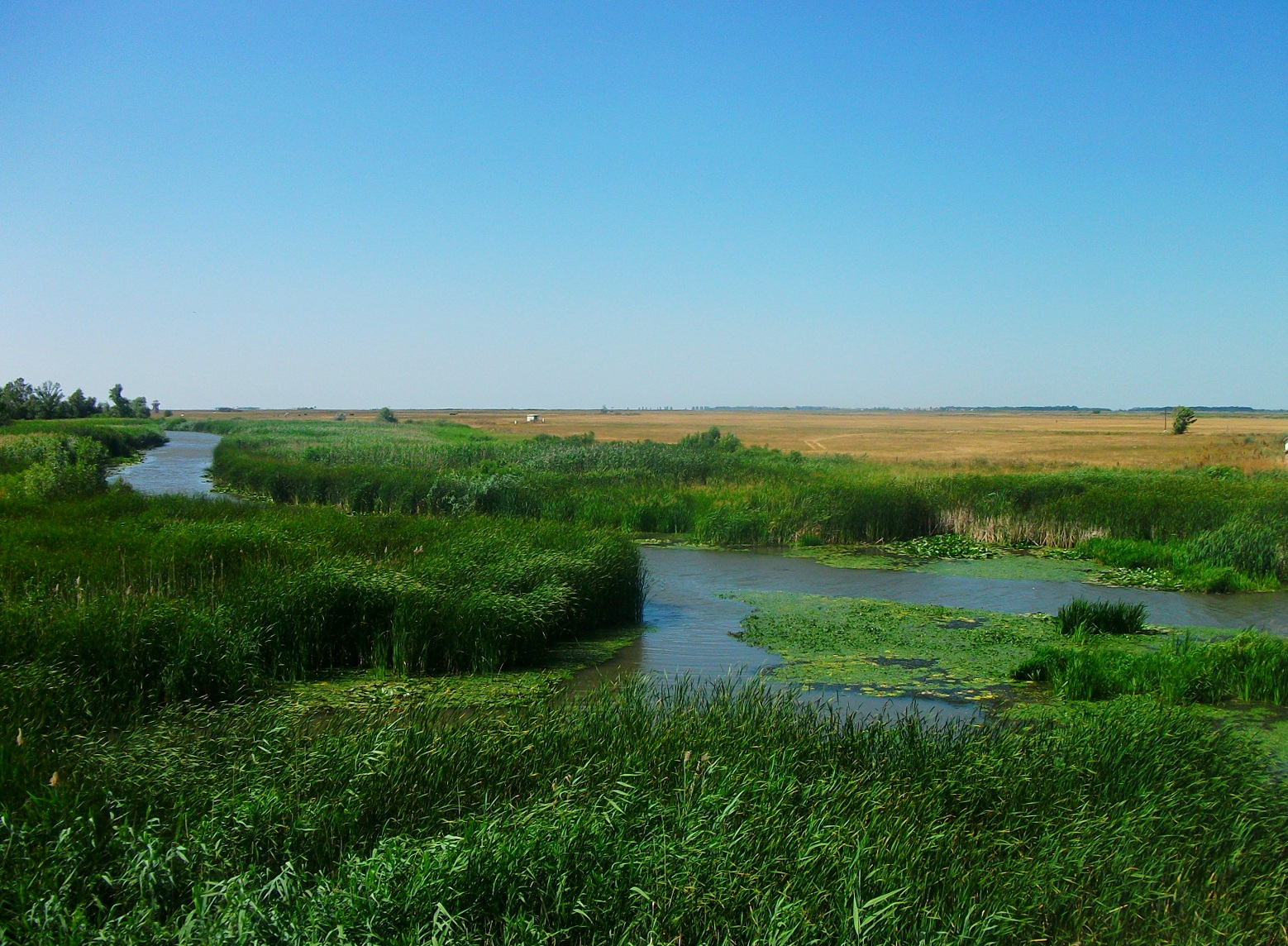
Mokřady v národním parku.

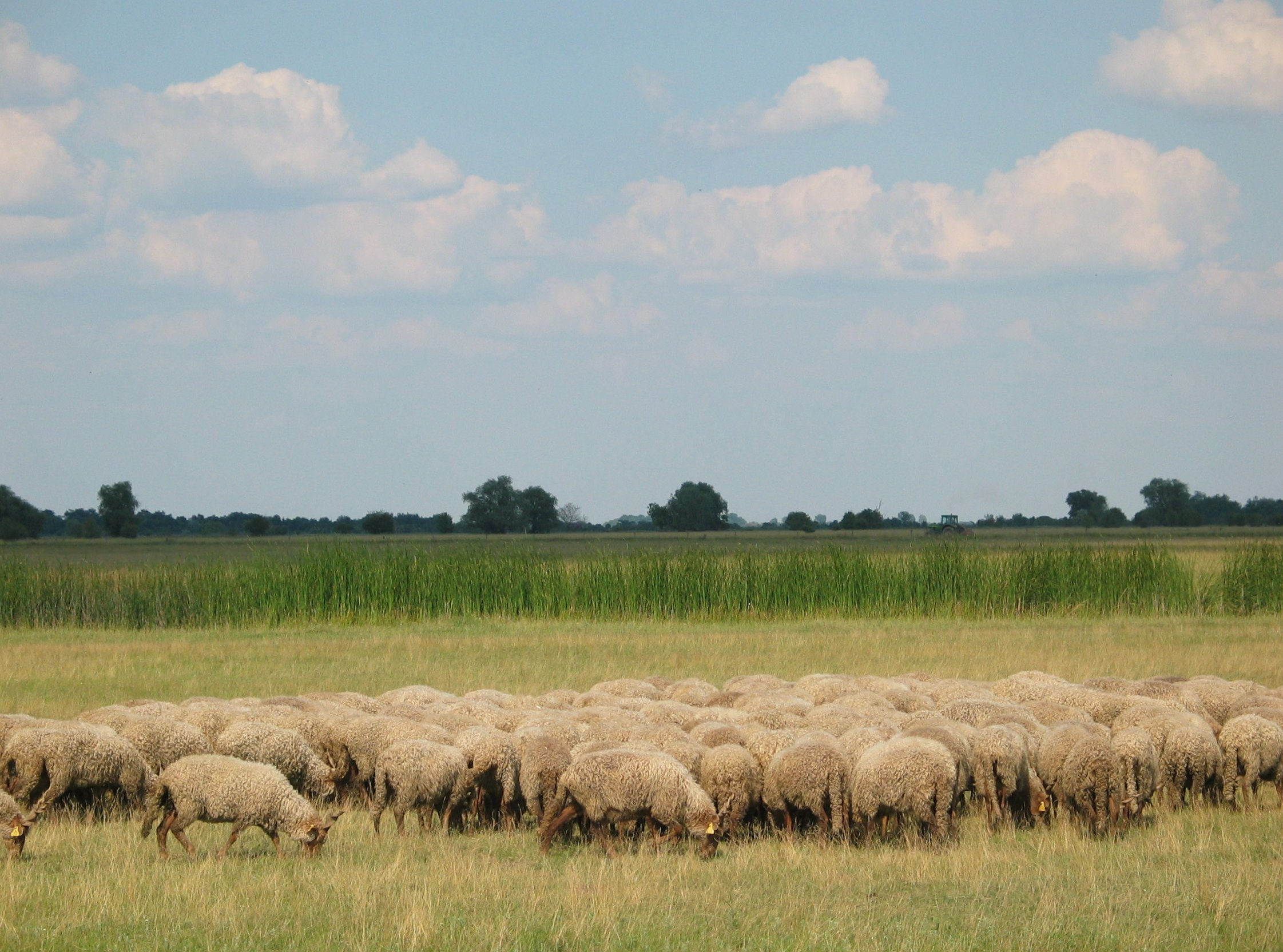
Chov ovcí.

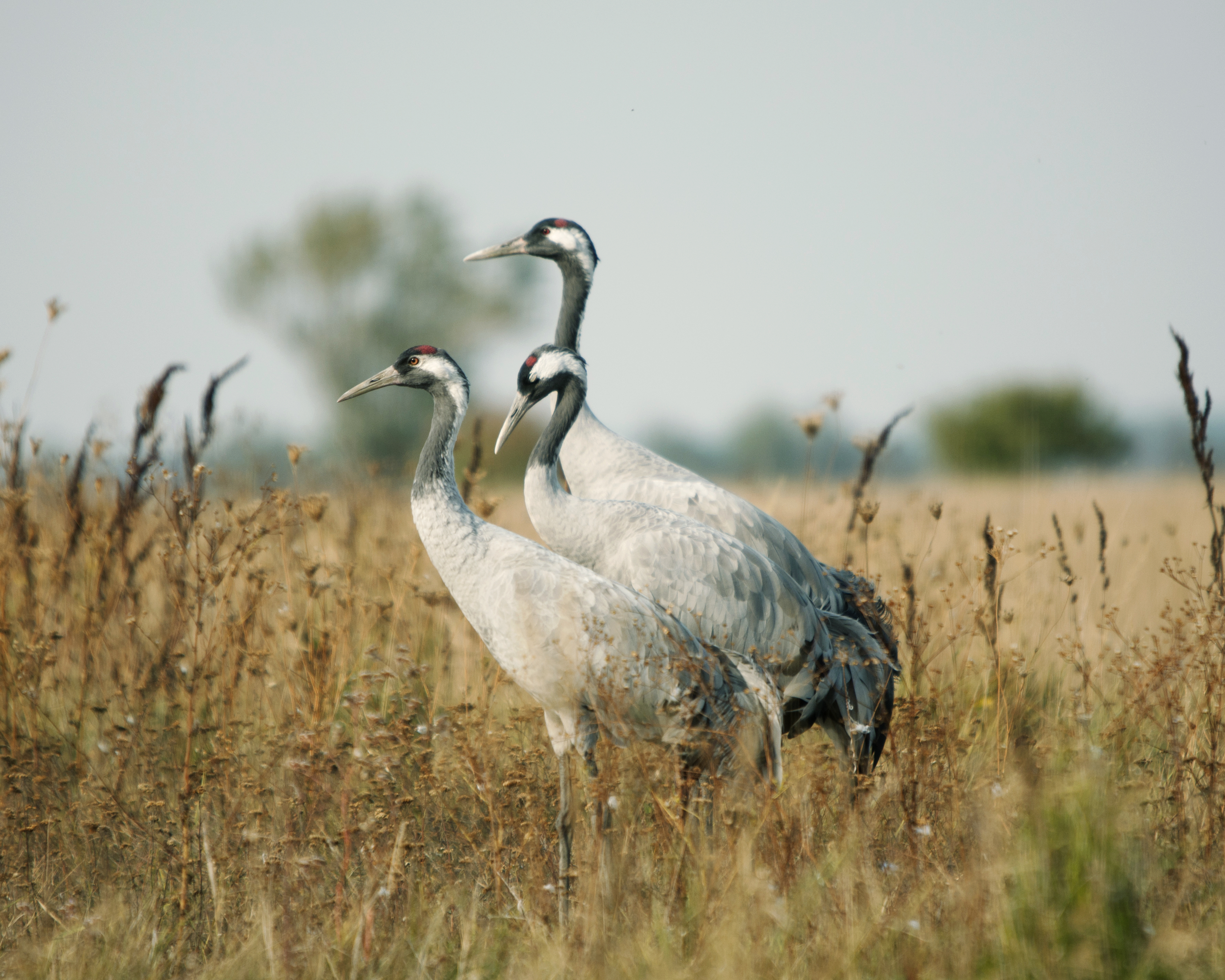
Místní jeřábi.

Národní park Hortobágy (maďarsky Hortobágyi Nemzeti Park) je největší národní park v Maďarsku. Je pojmenován po obci Hortobágy, kterou park obklopuje. Chráněna je zde největší stepní oblast ve střední Evropě, která představuje zbytek původní široce rozšířené puszty v podobě, než byla rozorána a začala být zemědělsky využívána. Ikonické jsou místní vahadlové studny a symbolem parku je jeřáb, pták, který se zde vyskytuje v desítkách tisíc exemplářů.
Ačkoliv je obec Hortobágy středem národního parku, tedy jeho „srdcem“, kde se nachází řada muzeí a odkud vedou různé vyhlídkové trasy, tak ředitelství instituce je umístěno v Debrecínu.

## Poloha a přírodní poměry
Park se rozkládá na východě Maďarska mezi městy Miskolc a Debrecín. Druhé uvedené město se nachází zhruba 40 km na východ od parku. Jeho hlavní součástí je jak již bylo zmíněno step (pusta) při toku řeky Tisy. Zaujímá plochu 801 km²
Průměrná nadmořská výška parku činí 90 m n. m. Nejvyšší vrchol má něco málo přes sto metrů; jinak je krajina zcela rovná.
Kromě krajiny pusty jsou předmětem ochrany i mokřady, rybníky, rašeliniště a část vodní nádrže Tisza-tó. Narovnáním řeky vznikly z původních ramen rybníky, které se využívají pro chov ryb. Mimo to jsou zde i rybníky, které byly postaveny lidmi přímo ve stepi. Celkem mají vodní plochy, které spadají do tohoto národního parku, úhrnnou plochu 6000 hektarů, samotné se pohybují v rozloze od 1 do 790 hektarů. Většina těchto umělých vodních ploch byla vytvořena v první polovině 20. století.
Klimatické podmínky národního parku jsou mírné, ovlivněny kontinentálními vlivy a suché. Úhrn srážek za rok se zde pohybuje okolo 500 mm. Léta jsou horká, časté jsou silné větry a občas se tvoří bouřky. Močály vznikly nejpsíše nánosy z řeky Tisy, vliv řek Sajó a Hernád byl v tomto případě minimální.

### Členění parku
Území parku zasahuje na plochu celkem třiecti dvou obcí a spadá do několika kategorií:
- Centrální oblast o rozloze 5169 hektarů, která zahrnuje rezervaci, kde jsou vysazení Koně Převalského a dále rozsáhlou plochu jižně od obce Hortobágy. Kromě vědeckého výzkumu a vzdělávání je zde jakýkoliv vliv člověka zakázán. Tuto oblast tvoří hlavně louky, mnohdy podsolené, jindy podmáčené. Rezervace je z malé části také tvořena lužními lesy okolo řeky Tisy.[2]
- Nárazníková zóna o rozloze 49 961 hektarů, která zahrnuje největší část národního parku.
- Přechodová zóna o rozloze 99 504 ha, která dvě uvedené obklopuje a která není stoprocentně součástí uvedeného parku. Pozemky zde patří soukromým vlastníkům a jsou využívány k zemědělství.

Mimo to v rámci parku existují 4 krajinná chráněná území (maďarsky tájvédelmi körzet a 19 samostatných chráněných přírodních oblastí maďarsky természetvédelmi terület).

## Historie
Lokalita byla v minulosti vždy řídce osídlenou a proto zde neexistoval tlak na rozšíření intenzivní zemědělství. V prehistorických dobách zde žily kočovné národy, po kterých se zde dochovaly zbytky tzv. kurganů, které jsou dnes památkově chráněny. Ve středověku tu stálo několik maďarských vesnic, měly i své kostely a obyvatelstvo se věnovalo víceméně chovu dobytka. V 16. století plocha puszty sloužila pro chov dobytka pro bohaté statkáře z Debrecína. Typické zde byly až do 18. století různé doškové přístřešky, které si tehdejší pastevci budovali. Dodnes jsou zachyceny na starých obrazech.
Nedotčenost místní krajiny dokládají mapy prvního vojenského mapování z konce uvedeného století, jakož i následujících. Stálé osídlení zde již tehdy bylo zanedbatelné a lokalita představovala tak jakousi „díru“ v okolní krajině, patrnou především mezi obcemi Balmazújváros a Tiszafüred.
V 19. století začala být okolní krajina proměňována; zaváděna byla mechanizace zemědělství (byť jen velmi postupně), docházelo k vysušování mokřadů, kácení lesů a narovnávání vodních toků. Cílem bylo rozšířit zemědělsky úrodnou plochu, snížit riziko povodní a vymýtit plochy, pro které nemohlo být využití. Na vojenské mapě z roku 1941 je již zakreslená i úzkokolejná průmyslová železnice u stanice Hortobágy Halasztó určená pro převoz ryb. V 18. a 19. století se region stal také jedním z námětů maďarských básníků a malířů. Často se tak objevuje na řadě obrazů.
V období existence komunistického režimu v Maďarsku se zde prováděly nucené práce. Tábory existovaly na konci 40. let 20. století. Dnes připomíná oběti těchto událostí ekumenická kaple v obci Hortobágy.
V roce 1967 oslovilo maďarskou vládu 22 světových odborníků s apelem, aby byla místní krajina uchráněna od moderního rozvoje. Park byl oficiálně založen v roce 1973 na ploše 52 000 hektarů, která se postupně rozšířila až na 82 hektarů. Je historicky prvním v zemi. Park netvoří souvislé území ale několik od sebe oddělených částí, které víceméně obklopují zmíněnou vesnici a i vzdálenější sídla. V roce 1979 byl zařazen pod lokality zahrnuté Ramsarskou úmluvou.
Roku 1997 sem byli vysazeni Koně Převalského. Pobývají na největší souvislé ploše parku. Odchovávána jsou zde hříbata tohoto koně; jednotlivcům se daří a počty se průběžně zvyšují. V roce 2017 zde žilo již na 300 kusů těchto koní. Je zde prováděna kontrola počtu kusů tak aby nedocházelo k přemíře výskytu tohoto druhu.
Na počátku 21. století byl iniciován program navrácení části krajiny do původního stavu. Byl zlikvidován původní zavlažovací systém (celkem 560 km trubek), obnoveny mokřady a stepi, což mělo pozitivní dopad na populace ptáků. Jen v roce 2011 činil nárůst počtu jedinců dropa velkého 11 %. 
Podstatná část parku (748 km²) je od roku 1999 zapsána na seznamu světového dědictví UNESCO.
V roce 2011 byla Mezinárodní asociací tmavé oblohy lokalita uznána jako oblast ochrany před světelným znečištěním jako Mezinárodní park tmavé oblohy. V souvislosti s tím platí v samotné obci Hortobágy striktní omezení, zakazující provoz takového veřejného osvětlení, které by svítilo kolmo vzhůru.

## Turistika
Národní park je velmi atraktivní destinací pro návštěvníky. Sám nabízí nabízí různé aktivity. Stojí zde například Muzeum pastevectví, stálá expozice se věnuje zde rozšířeným jeřábům. V parku stojí dvě návštěvnická centra. Pořádají se výlety kolem rybníků s koňským povozem. Atrakce, stejně jako některé části areálu parku, jsou zpoplatněny a cena ubytování je vyšší, než jinde ve zbytku země.
Turisticky oblíbená je Úzkorozchodná železnice Hortobágy-Halastavi, která původně sloužila pro dopravu ryb a dnes je využívána pro turistické účely. Mimo jiné jsou pořádány i vyhlídkové lety a také zde je i půjčovna jízdních kol.
Nachází se zde turistické značené trasy, a to v délce 250 km.
V roce 2007 národní park navštívilo 105 000 lidí, v letech 2009 a 2013 to bylo potom 180 tisíc. Více než třetina návštěvníků jsou domácí turisté, téměř třetina je polské národnosti a zastoupeny jsou i další státní příslušníci.

## Doprava
Územím národního parku prochází relativně malý počet komunikací. Jedná se především o silnici celostátního významu č. 33 a dále silnicí nižího významu č. 3316 do obcí Balmazújváros a Tiszacsege.
V západovýchodním směru probíhá rovněž železniční trať.

## Flóra
Plochu tvoří různé traviny. Kromě toho zde roste také šalvěj a hořec.

## Fauna
Národní park Hortobágy je domovem několika ohrožených druhů živočichů. V mokřadech a vodních stanovištích bylo zjištěno 344 druhů ptáků. Park a lokalita mají klíčový význam pro stěhování a hnízdění různých druhů ptáků. V remízcích a stromořadích hnízdí poštolka rudonohá (Falco vespertinus), raroh velký (Falco cherrug), orel královský (Aquila heliaca), káně bělochvostá (Buteo rufinus). Nezalesněné biotopy obývá drop velký (Otis tarda), křepelka polní (Coturnix coturnix), koroptev polní (Perdix perdix), dytík úhorní (Burhinus oedicnemus), ouhorlík stepní (Glareola pratincola), skřivánek krátkoprstý (Calandrella brachydactyla). Během jarních a podzimních tahů vedle dalších druhů zastavuje kvůli odpočinku i jeřáb popelavý (Grus grus). Pro sledování ptáků se nachází na území národního parku řada pozorovacích věží.
Mimo Koně Převalského se zde chovají také i tradiční koně (ve vesnici Máta) a pořádány jsou zde i festivaly pro chovatele. Nachází se zde také jezdecká škola, která pořádá kurzy pro veřejnost.
Ze savců zde žije sysel obecný (latinsky Citellus citellus). Jako hospodářská zvířata tady správa národního parku chová maďarské ovce – racky – a stepní skot. Ten se pase na sedmi set hektarech plochy parku a stará se o něj 50 pastevců. Obě plemena patří ke genovým zdrojům Maďarska.